# Villacaccia
Villacaccia (Vilecjaze in friulano standard, Villecjasse in friulano centro-orientale) è una frazione del comune di Lestizza di circa 210 abitanti, situata nel medio Friuli a 7,5 km dal capoluogo comunale.

## Nome
Il nome si compone di due parole distinte: "villa" derivante dal latino, nel senso di villaggio e da un nome proprio tedesco "Kacil", che si trova scritto in documenti friulani "Villa Cacilini" (1174) e tedeschi "Kecilinstorf" (1196); "torf" infatti è la forma antica di "dorf", paese. A conferma del fatto che il luogo nel secolo XII fu possesso dell'abbazia carinziana di Sankt Paul in Lavanttal. Il termine "caccia" è un'errata etimologia, costruita su una falsa assonanza da parte di chi non conosceva a fondo la storia del luogo.

## Monumenti e luoghi d'interesse

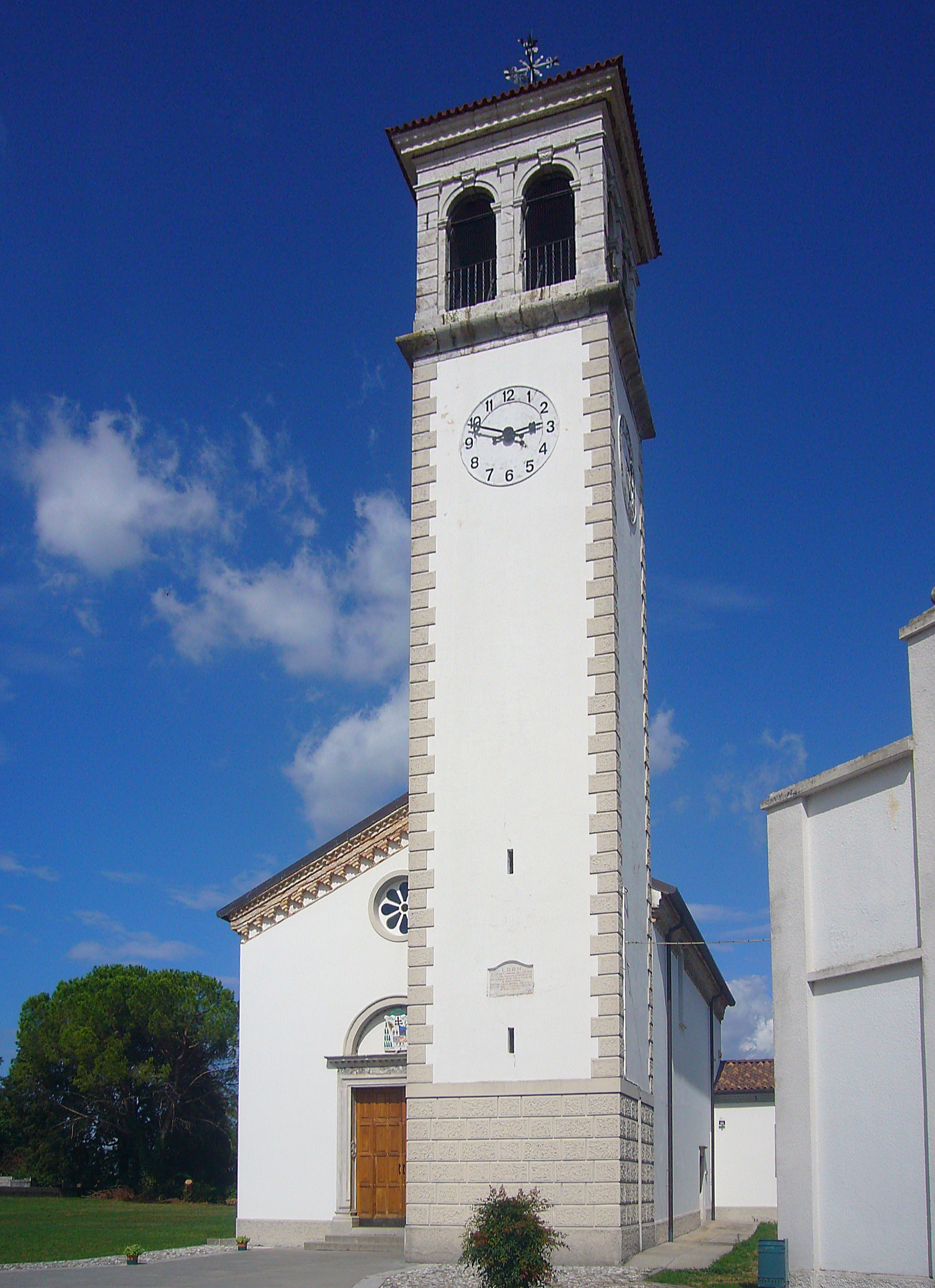
La chiesa parrocchiale

Nella piazza si trova la quattrocentesca chiesa parrocchiale di San Giusto Martire, con portale decorato con parete in bassorilievo con le figure dei Santi Sebastiano e Giusto di anonimo cinquecentesco. All'interno due pale d'altare di Domenico Paghini (1821). Appena fuori dal sagrato il monumento con i nomi dei Caduti, che si riflettono in uno specchio d'acqua.
Lungo via Giovanni da Udine si accede al centro culturale di rilievo interregionale "I colonos", che prende il nome dai coloni veneti che un tempo vi abitavano. Poco più avanti l'aeroporto militare di Rivolto, che ospita la Pattuglia Acrobatica Nazionale "Frecce Tricolori", i cui velivoli si possono vedere ogni giorno in esercitazione di volo nel cielo sopra il paese.